# جیلیان
جیلیان فرمانروای ایالت چو بود.
طبق سوابق چینی باستانی مورخ بزرگ، لوژونگ، از نسل ششم امپراتور اسطوره ای زرد، شش پسر داشت که همگی با «بریدن بدن» (سزارین) به دنیا آمدند. ششمین پسر که جیلیان نام داشت، خاندان می را که بر ایالت چو حکومت می‌کرد (حدود ۱۰۳۰ تا ۲۲۳ قبل از میلاد) تأسیس کرد.